# Jonkanal
|  | Wiktionary har en ordboksartikel om jonkanal. |

En jonkanal är en slags port i ett cellmembran som kan släppa igenom joner. Jonkanaler är uppbyggda av proteinkomplex och kan öppnas eller stängas under påverkan av elektrisk spänning (membranpotentialen), läkemedel, signalsubstanser (cytoplasmatiska signalämnen) (exempelvis GABA) eller av mekanisk belastning. Jonkanaler indelas efter vilket slags jon, till exempel natrium, kalium eller kalcium, de släpper igenom och efter hur de öppnas. 
En jonkanal består av en vattenfylld por, ett selektivitetsfilter som ger storlekskontroll, en grind och en sensor som öppnar grinden och som styrs av elektriskt, kemiskt (signalämne eller läkemedel) eller mekanisk stimuli. Jonkanaler är vanliga mål för läkemedel, till exempel hjärtmediciner, bedövningsmedel och medel som påverkar centrala nervsystemet.
Jonkanaler är nödvändiga för olika biologiska funktioner som nervernas signalöverföring, musklernas funktion och hjärtats slag. Det karaktäristiska utseendet på ett EKG beror så på jonströmmar som uppkommer när en rad olika jonkanaler öppnas i ett bestämt mönster i hjärtat.